# Sam Mứn
Sam Mứn là một xã thuộc huyện Điện Biên, tỉnh Điện Biên, Việt Nam.

## Địa lý
Xã Sam Mứn nằm ở phía đông nam huyện Điện Biên, cách trung tâm thành phố Điện Biên Phủ khoảng 15 km, có vị trí địa lý:
- Phía đông giáp xã Núa Ngam
- Phía tây giáp xã Pom Lót
- Phía nam giáp xã Hẹ Muông và xã Núa Ngam
- Phía bắc giáp xã Noong Hẹt.

Xã Sam Mứn có diện tích 24,46 km², dân số năm 2022 là 5.526 người,  mật độ dân số đạt 225 người/km².

## Hành chính
Xã Sam Mứn được chia thành 15 thôn, bản.

## Lịch sử
Năm 1955, thành lập xã xã Đoàn Kết (nay là xã Núa Ngam) trên cơ sở một phần của xã Sam Mứn.
Ngày 25 tháng 8 năm 2012, Chính phủ ban hành Nghị quyết số 45/NQ-CP về việc thành lập xã Pom Lót trên cơ sở điều chỉnh 4.228,5 ha diện tích tự nhiên và 5.158 người của xã Sam Mứn.
Sau khi điều chỉnh địa giới hành chính, xã Sam Mứn còn lại 2.447,46 ha diện tích tự nhiên với 4.918 người có 17 bản: Đội 1 Sam Mứn, Lọng Bon, Ban, Đội 4 Sam Mứn, Lọng Quân, Sam Mứm, Hồng Sạt, Cang 1, Cang 2, Đon Đứa, Chiềng Xôm, Yên, Na Lao, Yên Cang 1, Yên Cang 2, Yên Bình, Co Mỵ và thôn 10 Yên Cang.
Ngày 6 tháng 9 năm 2012, UBND tỉnh Điện Biên ban hành Quyết định số 819/QĐ-UBND về việc:
- Thành lập Đội 4A Sam Mứn và Đội 4B Sam Mứn trên cơ sở toàn bộ Đội 4 Sam Mứn.
- Thành lập bản Lọng Dốm trên cơ sở một phần của Bản Ban.
- Thành lập Thôn 19 Pom Lót.

Ngày 10 tháng 7 năm 2019, HĐND tỉnh Điện Biên ban hành Nghị quyết số 116/NQ-HĐND về việc:
- Sáp nhập bản Lọng Dốm vào Bản Ban.
- Thành lập Thôn 4 trên cơ sở Đội 4A và Đội 4B.
- Thành lập Bản Cang trên cơ sở Bản Cảng 1 và Bản Cang 2.
- Sáp nhập bản Đon Đứa vào Bản Yên.
- thành lập Bản Cà Phê trên cơ sở bản Yên Cang 1 và bản Yên Bình.